# Conor Daly

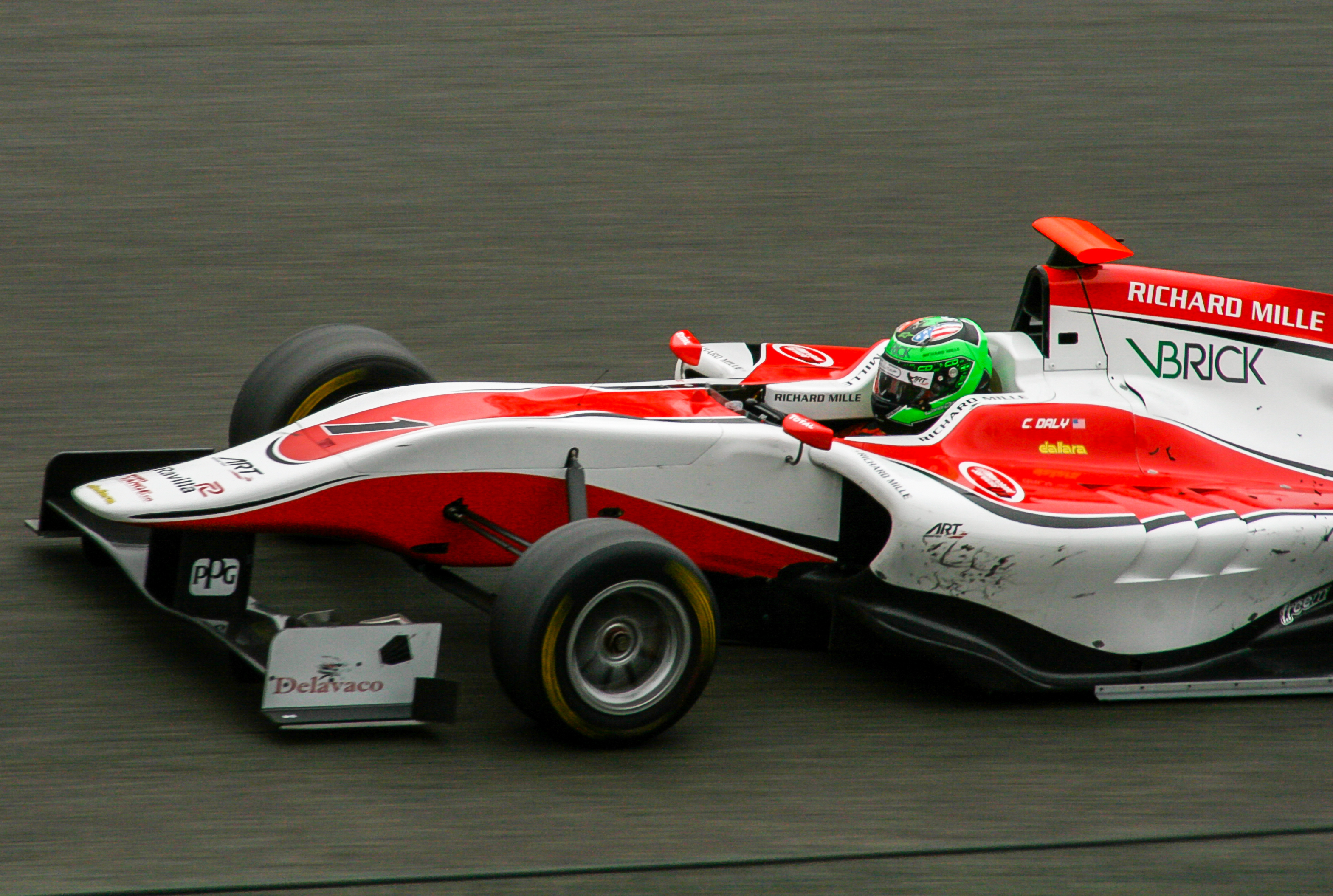
Conor Daly podczas wyścigu GP3 na torze Circuit de Spa-Francorchamps w 2013 roku

Conor Daly (ur. 17 grudnia 1991) – amerykański kierowca wyścigowy pochodzenia irlandzkiego. Syn byłego kierowcy Formuły 1 Irlandczyka Dereka Daly.

## Kariera

### Początki
Conor karierę rozpoczął w wieku 10 lat od startów w kartingu. W 2006 roku zadebiutował w krajowych mistrzostwach Skip Barber. Dwa lata później został jej mistrzem. W regionalnej Formule Ford został sklasyfikowany na 3. miejscu. W sezonie 2009 awansował do mistrzostw Star Mazda. W pierwszym podejściu zmagania zakończył na 3. lokacie. W drugim zdominował rywalizację, zwyciężając w 7 z 13 wyścigów.

### Indy Lights
W 2011 roku zadebiutował w amerykańskiej serii Indy Lights, podpisując kontrakt z zespołem Sam Schmidt Motorsports. Z dorobkiem 145 punktów uplasował się na trzynastej pozycji w klasyfikacji generalnej. Do serii powrócił w 2013 roku, kiedy to zajął również trzynaste miejsce.

### Seria GP3
W roku 2011 nawiązał współpracę z brytyjską stajnią Carlin, startującą w serii GP3. Amerykanin trzykrotnie znalazł się na premiowanych punktami pozycjach. Ostatecznie w klasyfikacji generalnej uplasował się na 17. miejscu. Rok później odniósł już jedno zwycięstwo i pięciokrotnie stawał na podium. Z dorobkiem 106 punktów uplasował się na piątej pozycji w klasyfikacji generalnej.
W sezonie 2013, kontynuując starty z ekipą ART Grand Prix, Amerykanin liczył się do końca w walce o mistrzowski tytuł. Ostatecznie z dorobkiem jednego zwycięstwa i sześciu miejsc na podium ukończył sezon na najniższym stopniu podium klasyfikacji generalnej.

### Seria GP2
Podczas pierwszej rundy sezonu 2013 na torze Sepang International Circuit Daly wystartował z niemiecką ekipą Hilmer Motorsport w Serii GP2. Podczas niedzielnego wyścigu zajął siódmą lokatę, co dało mu w ostatecznym rozrachunku dwa punkty do klasyfikacji generalnej. Został sklasyfikowany na 26 pozycji.
Na sezon 2014 Amerykanin podpisał kontrakt z włoską ekipą Venezuela GP Lazarus. Wystartował łącznie w osiemnastu wyścigach i raz zdobywał punkty - w sprincie w Budapeszcie uplasował się na siódmej pozycji. Uzbierał łącznie dwa punkty, które zapewniły mu 26. miejsce w końcowej klasyfikacji kierowców.

## Statystyki
| Sezon | Seria                               | Zespół                  | Wyścigi | Zwycięstwa | pole position | NO | Podium | Punkty | Pozycja |
| ----- | ----------------------------------- | ----------------------- | ------- | ---------- | ------------- | -- | ------ | ------ | ------- |
| 2009  | Star Mazda Championship             | Andersen Racing         | 13      | 1          | 1             | 3  | 6      | 416    | 3       |
| 2010  | Star Mazda Championship             | Juncos Racing           | 13      | 7          | 9             | 7  | 12     | 539    | 1       |
| 2011  | Indy Lights                         | Sam Schmidt Motorsports | 5       | 1          | 1             | 2  | 2      | 145    | 13      |
| 2011  | Seria GP3                           | Carlin Motorsport       | 16      | 0          | 0             | 0  | 0      | 10     | 17      |
| 2012  | Seria GP3                           | Lotus GP                | 16      | 1          | 0             | 0  | 5      | 106    | 6       |
| 2012  | Masters of Formula 3                | Double R Racing         | 1       | 0          | 0             | 0  | 0      | N/A    | 15      |
| 2012  | MRF Challenge Formula 2000          | MRF Challenge           | 10      | 4          | 0             | 1  | 6      | 164    | 1       |
| 2013  | Seria GP3                           | ART Grand Prix          | 16      | 1          | 1             | 1  | 6      | 126    | 3       |
| 2013  | Seria GP2                           | Hilmer Motorsport       | 2       | 0          | 0             | 0  | 0      | 2      | 26      |
| 2013  | IndyCar Series                      | A.J. Foyt Enterprises   | 1       | 0          | 0             | 0  | 0      | 11     | 34      |
| 2013  | Firestone Indy Lights               | Team Moore Racing       | 1       | 0          | 0             | 0  | 1      | 35     | 13      |
| 2014  | Seria GP2                           | Venezuela GP Lazarus    | 18      | 0          | 0             | 0  | 0      | 2      | 26      |
| 2014  | United Sports Car Championship - PC | RSR Racing              | 1       | 0          | 0             | 0  | 0      | 1      | 50      |

## Starty w GP2
| Legenda oznaczeń w tabelach wyników Wyświetl szablon na nowej stronie | Legenda oznaczeń w tabelach wyników Wyświetl szablon na nowej stronie                                                                     |
| Oznaczenie                                                            | Wyjaśnienie |
| --------------------------------------------------------------------- | --- |
| Złoty                                                                 | Zwycięzca lub mistrzostwo |
| Srebrny                                                               | 2. miejsce lub wicemistrzostwo |
| Brązowy                                                               | 3. miejsce lub II wicemistrzostwo |
| Zielony                                                               | Ukończył, punktował (w klasyfikacji generalnej, gdy zdobył co najmniej jeden punkt na przestrzeni sezonu, poza trzema powyższymi opcjami) |
| Niebieski                                                             | Ukończył, nie punktował (w klasyfikacji generalnej, gdy nie zdobył co najmniej jednego punktu na przestrzeni sezonu)                      |
| Czerwony                                                              | Nie zakwalifikował się (NZ) |
| Czerwony                                                              | Nie prekwalifikował się (NPK) |
| Różowy                                                                | Nie ukończył (NU) |
| Różowy                                                                | Niesklasyfikowany (NS) (w klasyfikacji generalnej, gdy nie został sklasyfikowany w żadnym wyścigu sezonu)                                 |
| Czarny                                                                | Zdyskwalifikowany (DK) |
| Czarny                                                                | Wykluczony (WYK/EX) |
| Biały                                                                 | Nie wystartował (NW) |
| Biały                                                                 | Kontuzjowany (K/INJ) |
| Biały                                                                 | Wyścig odwołany (OD/C) |
| Bez koloru                                                            | Został wycofany (WYC/WD) |
| Bez koloru                                                            | Nie przybył (NP/DNA) |
| Bez koloru                                                            | Nie brał udziału w treningach (NT/DNP) |
| Bez koloru                                                            | Nie został zgłoszony (–) |
| Pogrubienie                                                           | Start z pole position |
| Kursywa                                                               | Najszybsze okrążenie wyścigu |
| †                                                                     | Nie ukończył, ale jego rezultat został zaliczony ze względu na przejechanie więcej niż 90% dystansu wyścigu.                              |
| *                                                                     | Sezon w trakcie |
| 1/2/3                                                                 | Punktowana pozycja w sprincie kwalifikacyjnym                                                                                             |
| Lista systemów punktacji Formuły 1                                    | |

| Rok  | Zespół               | Wyniki w poszczególnych eliminacjach | Wyniki w poszczególnych eliminacjach | Wyniki w poszczególnych eliminacjach | Wyniki w poszczególnych eliminacjach | Wyniki w poszczególnych eliminacjach | Wyniki w poszczególnych eliminacjach | Wyniki w poszczególnych eliminacjach | Wyniki w poszczególnych eliminacjach | Wyniki w poszczególnych eliminacjach | Wyniki w poszczególnych eliminacjach | Wyniki w poszczególnych eliminacjach | Wyniki w poszczególnych eliminacjach | Wyniki w poszczególnych eliminacjach | Wyniki w poszczególnych eliminacjach | Wyniki w poszczególnych eliminacjach | Wyniki w poszczególnych eliminacjach | Wyniki w poszczególnych eliminacjach | Wyniki w poszczególnych eliminacjach | Wyniki w poszczególnych eliminacjach | Wyniki w poszczególnych eliminacjach | Wyniki w poszczególnych eliminacjach | Wyniki w poszczególnych eliminacjach | Punkty | Pozycja |
| ---- | -------------------- | ------------------------------------ | ------------------------------------ | ------------------------------------ | ------------------------------------ | ------------------------------------ | ------------------------------------ | ------------------------------------ | ------------------------------------ | ------------------------------------ | ------------------------------------ | ------------------------------------ | ------------------------------------ | ------------------------------------ | ------------------------------------ | ------------------------------------ | ------------------------------------ | ------------------------------------ | ------------------------------------ | ------------------------------------ | ------------------------------------ | ------------------------------------ | ------------------------------------ | ------ | ------- |
| 2013 | Hilmer Motorsport    | MAL                                  | MAL                                  | BHR                                  | BHR                                  | ESP                                  | ESP                                  | MON                                  | MON                                  | GBR                                  | GBR                                  | DEU                                  | DEU                                  | HUN                                  | HUN                                  | BEL                                  | BEL                                  | ITA                                  | ITA                                  | SIN                                  | SIN                                  | ARE                                  | ARE                                  | 2      | 26      |
| 2013 | Hilmer Motorsport    | 13                                   | 7                                    | -                                    | -                                    | -                                    | -                                    | -                                    | -                                    | -                                    | -                                    | -                                    | -                                    | -                                    | -                                    | -                                    | -                                    | -                                    | -                                    | -                                    | -                                    | -                                    | -                                    | 2      | 26      |
| 2014 | Venezuela GP Lazarus | BHR                                  | BHR                                  | ESP                                  | ESP                                  | MON                                  | MON                                  | AUT                                  | AUT                                  | GBR                                  | GBR                                  | DEU                                  | DEU                                  | HUN                                  | HUN                                  | BEL                                  | BEL                                  | ITA                                  | ITA                                  | RUS                                  | RUS                                  | ARE                                  | ARE                                  | 2      | 26      |
| 2014 | Venezuela GP Lazarus | 12                                   | NU                                   | 18                                   | NU                                   | 13                                   | 10                                   | 18                                   | 11                                   | 14                                   | 10                                   | 21                                   | 20                                   | 13                                   | 7                                    | NU                                   | 19                                   | -                                    | -                                    | -                                    | -                                    | 20                                   | 15                                   | 2      | 26      |

## Wyniki w GP3
| Legenda oznaczeń w tabelach wyników Wyświetl szablon na nowej stronie | Legenda oznaczeń w tabelach wyników Wyświetl szablon na nowej stronie                                                                     |
| Oznaczenie                                                            | Wyjaśnienie |
| --------------------------------------------------------------------- | --- |
| Złoty                                                                 | Zwycięzca lub mistrzostwo |
| Srebrny                                                               | 2. miejsce lub wicemistrzostwo |
| Brązowy                                                               | 3. miejsce lub II wicemistrzostwo |
| Zielony                                                               | Ukończył, punktował (w klasyfikacji generalnej, gdy zdobył co najmniej jeden punkt na przestrzeni sezonu, poza trzema powyższymi opcjami) |
| Niebieski                                                             | Ukończył, nie punktował (w klasyfikacji generalnej, gdy nie zdobył co najmniej jednego punktu na przestrzeni sezonu)                      |
| Czerwony                                                              | Nie zakwalifikował się (NZ) |
| Czerwony                                                              | Nie prekwalifikował się (NPK) |
| Różowy                                                                | Nie ukończył (NU) |
| Różowy                                                                | Niesklasyfikowany (NS) (w klasyfikacji generalnej, gdy nie został sklasyfikowany w żadnym wyścigu sezonu)                                 |
| Czarny                                                                | Zdyskwalifikowany (DK) |
| Czarny                                                                | Wykluczony (WYK/EX) |
| Biały                                                                 | Nie wystartował (NW) |
| Biały                                                                 | Kontuzjowany (K/INJ) |
| Biały                                                                 | Wyścig odwołany (OD/C) |
| Bez koloru                                                            | Został wycofany (WYC/WD) |
| Bez koloru                                                            | Nie przybył (NP/DNA) |
| Bez koloru                                                            | Nie brał udziału w treningach (NT/DNP) |
| Bez koloru                                                            | Nie został zgłoszony (–) |
| Pogrubienie                                                           | Start z pole position |
| Kursywa                                                               | Najszybsze okrążenie wyścigu |
| †                                                                     | Nie ukończył, ale jego rezultat został zaliczony ze względu na przejechanie więcej niż 90% dystansu wyścigu.                              |
| *                                                                     | Sezon w trakcie |
| 1/2/3                                                                 | Punktowana pozycja w sprincie kwalifikacyjnym                                                                                             |
| Lista systemów punktacji Formuły 1                                    | |

| Rok  | Zespół         | Wyniki w poszczególnych eliminacjach | Wyniki w poszczególnych eliminacjach | Wyniki w poszczególnych eliminacjach | Wyniki w poszczególnych eliminacjach | Wyniki w poszczególnych eliminacjach | Wyniki w poszczególnych eliminacjach | Wyniki w poszczególnych eliminacjach | Wyniki w poszczególnych eliminacjach | Wyniki w poszczególnych eliminacjach | Wyniki w poszczególnych eliminacjach | Wyniki w poszczególnych eliminacjach | Wyniki w poszczególnych eliminacjach | Wyniki w poszczególnych eliminacjach | Wyniki w poszczególnych eliminacjach | Wyniki w poszczególnych eliminacjach | Wyniki w poszczególnych eliminacjach | Punkty | Pozycja |
| ---- | -------------- | ------------------------------------ | ------------------------------------ | ------------------------------------ | ------------------------------------ | ------------------------------------ | ------------------------------------ | ------------------------------------ | ------------------------------------ | ------------------------------------ | ------------------------------------ | ------------------------------------ | ------------------------------------ | ------------------------------------ | ------------------------------------ | ------------------------------------ | ------------------------------------ | ------ | ------- |
| 2011 | Carlin         | TUR                                  | TUR                                  | ESP                                  | ESP                                  | VAL                                  | VAL                                  | GBR                                  | GBR                                  | DEU                                  | DEU                                  | HUN                                  | HUN                                  | BEL                                  | BEL                                  | ITA                                  | ITA                                  | 10     | 17      |
| 2011 | Carlin         | 21                                   | 25                                   | 21                                   | 22                                   | 12                                   | 7                                    | 13                                   | 7                                    | 6                                    | 8                                    | 13                                   | 11                                   | 5                                    | 7                                    | 6                                    | NU                                   | 10     | 17      |
| 2012 | Lotus GP       | ESP                                  | ESP                                  | MON                                  | MON                                  | VAL                                  | VAL                                  | GBR                                  | GBR                                  | DEU                                  | DEU                                  | HUN                                  | HUN                                  | BEL                                  | BEL                                  | ITA                                  | ITA                                  | 106    | 6       |
| 2012 | Lotus GP       | 6                                    | 1                                    | 23                                   | NU                                   | 11                                   | NU                                   | 5                                    | 2                                    | 2                                    | 3                                    | 6                                    | 9                                    | 7                                    | 3                                    | 4                                    | 11                                   | 106    | 6       |
| 2013 | ART Grand Prix | ESP                                  | ESP                                  | VAL                                  | VAL                                  | GBR                                  | GBR                                  | DEU                                  | DEU                                  | HUN                                  | HUN                                  | BEL                                  | BEL                                  | ITA                                  | ITA                                  | ARE                                  | ARE                                  | 126    | 3       |
| 2013 | ART Grand Prix | 3                                    | 5                                    | 1                                    | 8                                    | 22                                   | NU                                   | 10                                   | 9                                    | 2                                    | 8                                    | 2                                    | 2                                    | NU                                   | 8                                    | 4                                    | 3                                    | 126    | 3       |